# 黃蓋鵝膏
黃蓋鵝膏（學名：Amanita gemmata），俗称黄罗伞，是鵝膏菌科鵝膏菌屬的蘑菇。其子實體部分擁有暗金色或暗黃色的蕈帽，一般直徑2.5—12（1.0—4.7英寸）。蕈帽表面在濕潤狀態下具有黏性，並且有白色、容易脫落的疣；幼年時蕈傘為凸面，發育成熟時變平坦。
此物種為菌根真菌，廣泛分布於美洲與歐洲。